# Parochlus duséni
Parochlus duséni är en tvåvingeart som beskrevs av Lars Zakarias Brundin 1966. Parochlus duséni ingår i släktet Parochlus och familjen fjädermyggor. Inga underarter finns listade i Catalogue of Life.